# Целуйко Микола Іванович
Целуйко Микола Іванович (нар. 3 червня 1937, Слатине, Харківська обл. — пом. 31 жовтня 2007, Херсон) — український художник тканин.

## Біографія
Народився 3 червня  1937 року у селищі Слатине Дергачівського р-ну Харківської обл. Був наймолодшою, третьою, дитиною у сім'ї. Після того як батько зник безвісти на війні (1944), родина переїхала до Львова, де мешкала на вул. Парковій.
З 1959 по 1965 р. навчався у Львівському інституті прикладного та декоративного мистецтва (ЛДІПДМ) за спеціальністю «Художнє оформлення тканин». Одразу після захисту диплому за скеруванням поїхав у Херсон, де працював художником-дессинатором, згодом провідним художником на Херсонському бавовняному комбінаті (ХБК), найпотужнішому текстильному підприємстві на теренах СРСР, безперервно 42 роки до самої смерті. Він «створював малюнки для жаккардових портьєрно-драпірувальних тканин, в яких творчо використовував мотиви українського народного мистецтва й натурні замальовки», зазначено у «Словнику художників України». Впровадження малюнків тканин у масове виробництво було неможливим без розгляду та затвердження на художніх радах спочатку в Києві в Українському інституті легкої промисловості, потім у Москві у Всесоюзному інституті легкої промисловості. Такі перегляди відбувались тричі на рік. За час праці на ХБК Миколою Целуйком створено сотні м² ескізів за якими було виготовлено сотні тисяч м² тканин. Ці роботи Миколи Целуйка брали участь у вітчизняних та міжнародних виставках, були відзначені нагородами:
- 1975 р. — Республіканська виставка «Нові зразки народного декоративного мистецтва для масового і серійного виробництва», Київ.
- 1977 р. — Міжнародна промислова виставка тканин, Лейпциг (НДР).
- 1978 р. — Почесний диплом Міністерства легкої промисловості СРСР.
- 1981 р. — Міжнародна промислова виставка тканин, Брно (Чехословаччина).
- 1981 р. — І премія на Республіканському конкурсі до 1500-річчя Києва.
- 1987 р. — Міжнародні виставки текстильних виробів у Чехословаччині, Лівії, Франції[3].

Був членом та постійним учасником конкурсів Науково-технічного товариства легкої промисловості, посідав призові місця. Був одним з ініціаторів розробки сувенірних виробів на спортивну тему для Всесвітньої Універсіади, Олімпійських ігор у Москві 1980 р.
Роботи Миколи Целуйка публікувались у науковій літературі, а саме:
- Українське мистецтвознавство.-Київ: Наукова думка, 1968. — С.115, 117.
- Сучасні українські художники.-Київ: Наукова думка, 1985. — С.29, 51.

Виробничі потужності ХБК у 60-80 рр. були дуже великими, продукція комбінату забезпечувала потреби значної частини країни. Микола Іванович жартома говорив, що у яке б місто чи село він не приїхав, там завжди є виставка його робіт.
Працю на ХБК Микола Іванович поєднував з педагогічною діяльністю: був керівником переддипломної практики студентів ЛДІПДМ, у другій половині 90-х рр. був старшим викладачем кафедри ткацтва і дизайну Херсонського державного технологічного університету, де викладав дисципліни «Основи композиції малюнка» та «Дизайн текстильних виробів».
Творчий доробок Миколи Целуйка не обмежений лише працею художника-текстильника. Протягом цілого життя він збирав етнографічні матеріали, які в подальшому використовував у розробці ескізів тканин; ткав тематичні гобелени, зокрема, килими ручної роботи «Таврійська легенда» 1968 р., «Полум'яні роки» 1970 р. та декоративне панно «Музика» 1969 р. відзначені у «Словнику художників України»; малював рисунки, начерки, етюди.
Окремою яскравою ділянкою творчої спадщини Миколи Целуйка є живописні роботи. Малював художник темперними та акварельними фарбами на папері. Переважна більшість його живописних робіт створена наживо з натури: він брав етюдник, дошку, листи паперу і йшов на етюди. Малював дуже швидко в один прийом. Часто їздив у творчі відрядження, бував в Криму (Судак, Феодосія), Карпатах (Яремче, Рахів), Седневі Чернігівської обл., на Кавказі (Баку, Сухумі), в Середній Азії (Самарканд, Бухара), Прибалтиці (Таллінн), Молдові (Страшени, Сороки), Росії (Суздаль, Тотьма), привозив нові враження та нові роботи. Інколи, вже в майстерні, робив авторські повтори власних робіт.
Живописні та графічні роботи Миколи Целуйка експонувались на художніх виставках:
- 1968 р. — ІІ Виставка художників бавовняного комбінату. Херсон, Палац культури текстильників. Серед представлених ним робіт, «Гуцульський мотив» папір, темпера; «В Міжгір'ї» папір, пастель; «Внизу — Рахів» папір, темпера; «Гуцулка в горах» папір, червоний фломастер; «Львів. Біля Високого Замку» папір, олівець.

- 1974 р. — ІІІ Республіканська виставка акварелі, Київ.
- 1987 р. — Ювілейна персональна виставка, Херсон, ХБК.
- 1997 р. — Ювілейна персональна виставка, Херсон, ХБК.
- 1999 р. — Всеукраїнська виставка аматорського образотворчого декоративно-прикладного мистецтва, Київ, Український дім.

Микола Іванович Целуйко трагічно загинув 31 жовтня 2007 р., похований у Херсоні.